# TC Energy
TC Energy Corporation, tidigare Transcanada Corporation, är ett kanadensiskt multinationellt petroleum-, naturgas- och energibolag som har verksamheter i Kanada, Mexiko och USA. De förfogar över 95 230 kilometer långt nätverk av pipeline som är kopplade till samtliga stora nordamerikanska petroleum- och naturgaskällor, de har även 18,8 miljarder kubikmeter naturgas i förvaring. Företaget innehar också flera kraftverk som tillsammans genererar uppemot 10'700 megawatt elektrisk effekt.
TC Energy är ägaren till den binationella pipelinenätverket Keystone Pipeline, där en förlängning av den med namnet Keystone XL har dragits med kontroverser och nationella amerikanska politiska maktkamper sen den kom på tal 2008.
De hade för år 2020 en omsättning på nästan 13 miljarder kanadensiska dollar och en personalstyrka på omkring 7 500 anställda. Deras huvudkontor ligger i Calgary i Alberta.